# Hamburgklasse
De Type 101 Hamburgklasse was de enige klasse van torpedobootjagers gebouwd in het naoorlogse Duitsland. Ze waren specifiek ontworpen om dienst te doen in de Oostzee, waar bewapening en snelheid belangrijker waren dan zeewaardigheid.
De Duitse scheepswerf Stülcken werd gecontracteerd voor het ontwerpen en bouwen van de schepen. Stülcken was redelijk onervaren met de bouw van oorlogsschepen, maar kreeg de order omdat de traditionele Duitse oorlogsscheepswerven zoals Blohm + Voss, Howaldtswerke-Deutsche Werft (HDW) of Lürssen alle bezet waren met de bouw van commerciële schepen. Sinds het einde van de oorlog was er nog geen oorlogsschip gebouwd in Duitsland.
In eerste instantie hadden ze alleen kanonnen, maar tussen 1976 en 1978 werden opgewaardeerd met kruisvluchtwapens om hun effectiviteit tegen moderne oppervlakteschepen te verbeteren en ze werden geherclassificeerd tot Type 101A. Een 100mm-kanon werd vervangen door twee Exocet-lanceerders, de Bofors werden vervangen door 40mm-kanonnen van OTO Breda en de torpedobuizen werden verwijderd. Ook werden er aanpassingen doorgevoerd aan het operatiecentrum, radar en de brug.
Het ontwerp van de Hamburgklasse is bekritiseerd om dezelfde redenen als de torpedobootjagers van de Kriegsmarine: te topzwaar en slechte prestaties op volle zee. Dit komt onder meer door de lage romp. Ze werden uiteindelijk in 1990 vervangen door fregatten van de Brandenburgklasse.

## Schepen
- Hamburg (D181)
- Schleswig-Holstein (D182)
- Bayern (D183)
- Hessen (D184)